# Haliclona clara
Haliclona clara är en svampdjursart som beskrevs av Cuartas 1992. Haliclona clara ingår i släktet Haliclona och familjen Chalinidae. Inga underarter finns listade i Catalogue of Life.